# Kompania graniczna KOP „Hołyczówka”

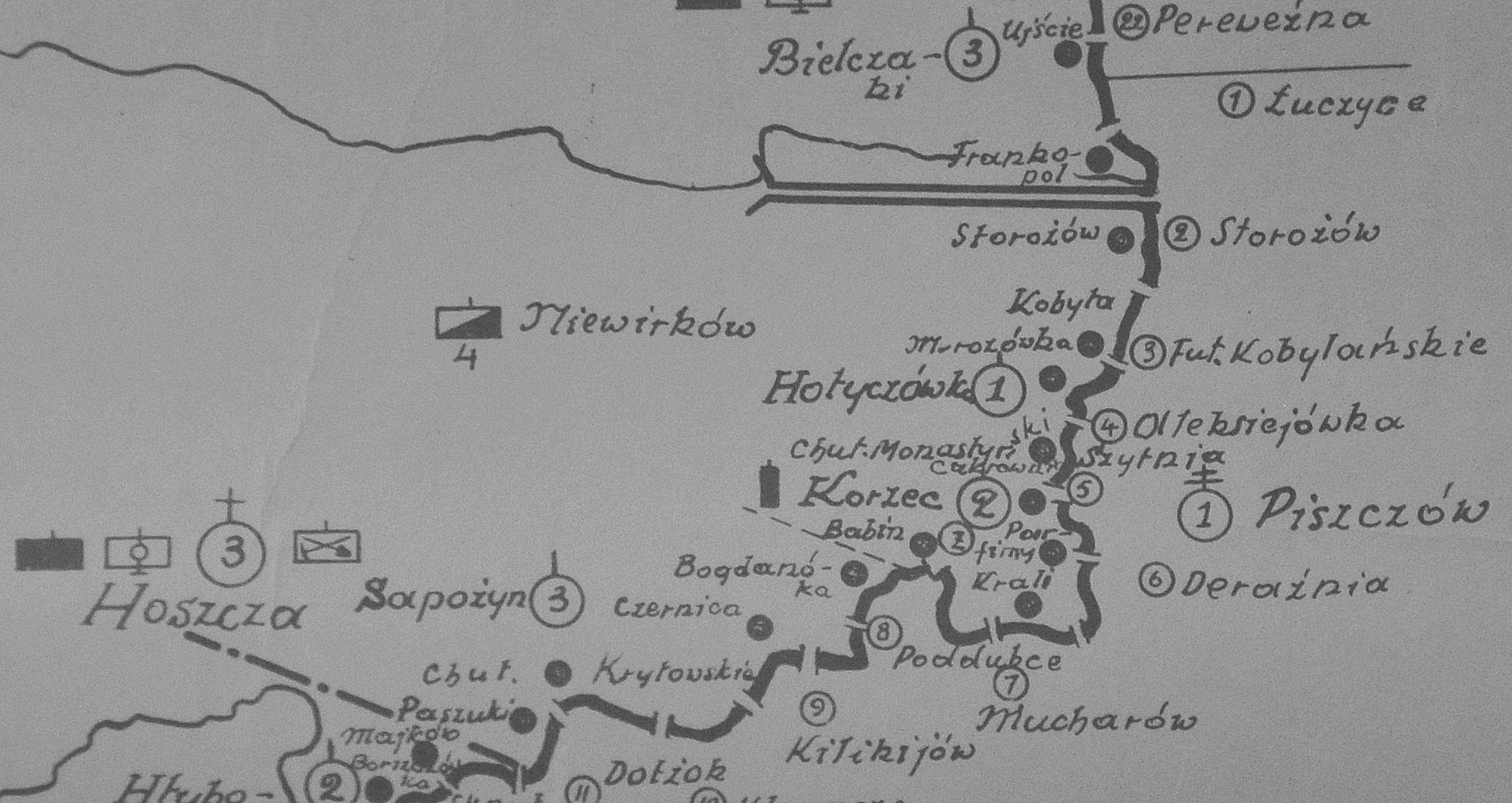
Rozmieszczenie baonu KOP „Hoszcza” w 1931

Kompania graniczna KOP „Hołyczówka” – pododdział graniczny Korpusu Ochrony Pogranicza pełniący służbę ochronną na granicy polsko-radzieckiej.

## Formowanie i zmiany organizacyjne
Na podstawie rozkazu szefa Sztabu Generalnego L. dz. 12044/O.de B./24 z 27 września 1924, w pierwszym etapie organizacji Korpusu Ochrony Pogranicza, sformowano 3 batalion graniczny , a w jego składzie 24 kompanię graniczną KOP „Hołyczówka”.
W listopadzie 1936 kompania liczyła 2 oficerów, 7 podoficerów, 4 nadterminowych i 82 żołnierzy służby zasadniczej.
W 1939 1 kompania graniczna KOP „Hołyczówka” podlegała dowódcy batalionu KOP „Hoszcza”.

## Służba graniczna
Podstawową jednostką taktyczną Korpusu Ochrony Pogranicza przeznaczoną do pełnienia służby ochronnej był batalion graniczny. Odcinek batalionu dzielił się na pododcinki kompanii, a te z kolei na pododcinki strażnic, które były „zasadniczymi jednostkami pełniącymi służbę ochronną”, w sile półplutonu. Służba ochronna pełniona była systemem zmiennym, polegającym na stałym patrolowaniu strefy nadgranicznej i tyłowej, wystawianiu posterunków alarmowych, obserwacyjnych i kontrolnych stałych, patrolowaniu i organizowaniu zasadzek w miejscach rozpoznanych jako niebezpieczne, kontrolowaniu dokumentów i zatrzymywaniu osób podejrzanych, a także utrzymywaniu ścisłej łączności między oddziałami i władzami administracyjnymi. Miejscowość, w którym stacjonowała kompania graniczna, posiadała status garnizonu Korpusu Ochrony Pogranicza.
1 kompania graniczna „Hołyczówka” w 1934 ochraniała odcinek granicy państwowej szerokości 24 kilometrów 348 metrów. Po stronie sowieckiej granicę ochraniały zastawy „Storożów”, „Futory Kobylańskie” i „Oljeksiejówka” z komendantury „Piszczów” .
Wydarzenia
- W meldunku sytuacyjnym z 22 stycznia 1925 napisano:

Dowódca kompanii kpt. Biernacki zameldował, że po ukazaniu się łuny pożaru w Swiate zamknął granicę i do godz. 11.00 dnia 21 stycznia 1925 roku przebywał na odcinku. Nie zauważono przejścia bandy przez granicę mimo jej zamknięcia i obserwacji. Istniało prawdopodobieństwo, że banda, która napadła na Swiate oraz banda usiłująca napaść na Dowgieliszki rekrutują się z miejscowych osób i pozostają jeszcze na naszym terenie. W związku z powyższym oddziałom KOP wydano rozkaz ostrego pogotowia i zamknięcia granicy, a wojska asystencyjne oraz policja po przeszukaniu lasów miały bandę nakierować ku granicy.
26 stycznia 1925 roku o godzinie 18.00 na pododcinku kompanii zauważono ogień. Po sprawdzeniu okazało się, że po stronie bolszewickiej paliła się wieś Kosiłówka.
- W meldunku sytuacyjnym z 27 stycznia 1925 roku napisano: Na pododcinku kompanii przy strażnicy 96 przytrzymano trzech pochodzących z Rosji przemytników. Znaleziono przy nich 80 dolarów[11].
- W meldunku sytuacyjnym z 29 stycznia 1925 napisano: Na pododcinku kompanii widać było ogień. Po sprawdzeniu okazało się, że po bolszewickiej stronie paliła się wieś Kosiłówka. Ogień zauważono 26 stycznia 1925 roku o godz. 18.00[12].

Kompanie sąsiednie:
- 3 kompania graniczna KOP „Bielczaki” ⇔ 2 kompania graniczna KOP „Korzec” – 1928[13], 1929[14], 1931[8] , 1932[15], 1934[16], 1938[17]

## Struktura organizacyjna
Strażnice kompanii w latach 1928 – 1934  :
- 93 strażnica KOP „Storożów”[e]
- 94 strażnica KOP „Kobyla”[f][g]
- 95 strażnica KOP „Morozówka”[h][i]
- 95a strażnica KOP „Chutor Monastyrskie”

Strażnice kompanii w 1938
- strażnica KOP „Storożów”
- strażnica KOP „Kobyla”
- strażnica KOP „Morozówka”

Organizacja kompanii 17 września 1939:
- dowództwo kompanii
- pluton odwodowy
- 1 strażnica KOP „Storożów”
- 2 strażnica KOP „Kobyla”
- 3 strażnica KOP „Morozówka”

## Dowódcy kompanii
- kpt. Edward II Biernacki (był 31 lipca 1928 − 10 kwietnia 1930 → dowódca batalionu piechoty 37 pp)[26]
- por./kpt. Stefan Kulikowski (24 kwietnia 1930 − 22 marca 1934 → do 59 pp)[26]
- por. Franciszek Markiewicz (29 kwietnia 1934 −)[26]
- kpt. Juliusz Peyser[j] (– 1939)